# 尼古拉斯·阿韦利亚内达
尼古拉斯·雷米希奥·奥雷利奥·阿韦利亚内达·席尔瓦（西班牙語：Nicolás Remigio Aurelio Avellaneda Silva；1837年10月1日—1885年12月26日），阿根廷政治家和记者，阿根廷总统（1874—1880年）。
阿韦利亚内达的主要贡献是在任期内银行和教育改革，导致阿根廷的经济增长。1859年他成为众院议员，1866年任阿道夫·阿尔西纳政府部长，在萨米恩托政府任司法和教育部长，并且实施教育改革。
1874年阿韦利亚内达获得了总统的职务，巴托洛梅·米特雷部署军队反对阿韦利亚内，由于萨米恩托的支持，最终米特雷臣服，给国家带来和平。面对严肃的经济危机，集中他的努力，在土地的控制以沙漠和扩展铁路，促进谷物和肉类出口。
他还是一位多产作家，他是被选举最年轻的阿根廷总统。阿根廷大布宜諾斯艾利斯的港口城市和行政區阿韦利亚内达1914年為紀念他，重新以他的名字命名。
| 前任： 多明戈·福斯蒂诺·萨米恩托 | 阿根廷总统 1874年—1880年 | 繼任： 胡利奥·阿亨蒂诺·罗加 |